# Pirro III
Pirro III (in greco antico: Πύρρος?, Pýrros; Epiro, ... – 233 a.C.) fu il penultimo sovrano dell'Epiro, figlio del re Tolomeo.

## Biografia
Pirro III succedette, mentre era ancora un bambino, al padre Tolomeo, figlio secondogenito di Alessandro II e di Olimpiade II. Tolomeo era a sua volta subentrato al fratello, Pirro II, prematuramente scomparso poco tempo prima.
Poco dopo essere salito al trono, Pirro III fu assassinato nel corso della rivolta che avrebbe portato all'abbattimento della monarchia e all'instaurazione della repubblica, e fu sostituito da sua cugina Deidamia II, figlia di Pirro II e ultima regina d'Epiro, che fu anch'essa assassinata ad Ambracia nel tempio di Artemide.